# Алмере Сіті
Алмере Сіті (нід. Almere City FC) — нідерландський футбольний клуб з міста Алмере. Виступає у Еерстедивізі, домашні матчі проводить на стадіоні «Янмар», що здатний вмістити 4,5 тисяч осіб.

## Історичні назви
- Де Зварт Шапен (1959–1978)
- Аргонавт-Зварт Шапен (1978–1988)
- ФК Де Слотерплас (1988–1992)
- Спортінг Флеволанд (1996–2001)
- ФК Омніворлд (2001–2010)
- АФК Алмере Сіті (2010)
- Алмере Сіті (2010–до сьогодні)

## Історія
Свою історію «Алмере Сіті» веде з 1976 року, коли ДВС, Де Волевейккерс та «Блау Віт» об’єдналися у футбольний клуб «Амстердам». Незадоволені прихильники ДВС заснували власний клуб «Де Зварт Шапен», який перекладається як «чорна вівця». Після кількох інцидентів на полі та шестимісячної дискваліфікації від KNVB клуб переїхав з Амстердама до сусіднього Алмере і змінив назву на «Спортінг Флеволанд».
У 2001 році клуб змінив назву на «Омніворлд». В Алмере створили цілий спортивний консорціум метою якого було створення окрім футбольної команди ще баскетбольної та волейбольної (дві останні на тепер не існують). Вже наступного року міська рада вийшла з проєкту через що клуб провалив критерії для допуску до професійної ліги у 2004 році.
Наприкінці 2004 року приватний інвестор задовольнив два основні критерії для відновлення клубу це бюджет та стадіон. Тож влітку 2005 року «Омніворлд» допустили до виступів в Еерстедивізі. 19 серпня 2005 року в дебютній грі поступились 0–2 «Ейндговену». Першу домашню гру «Омніворлд» програв 2–3 «Ден Босху». 29 серпня клуб здобув перше очко 2–2 в матчі проти «Гоу Егед Іглз». а першу перемогу відсвяткував 16 вересня з рахунком 3–2 у грі проти «Фортуни» (Сіттард). За підсумками сезону команда з Алмере посіла 19-е місце з 29 очками в 38 матчах.
За підсумками сезону 2006–07 «Омніворлд» фінішував 16-м набравши 41 очко. 16 березня 2007 року команда зазнала найбільшу домашню поразку 2–7 від «Зволле».
У березні 2010 року клуб був перейменований в АФК Алмере Сіті, а через кілька тижнів назву змінили на ФК Алмере Сіті, оскільки префікс АФК використовує партнер клубу відома команда Аякс. У своєму другому матчі сезону 2010–11 «Алмере Сіті» зазнали ганебної поразки 1–12 від «Спарти» (Роттердам).
У серпні 2019 року клуб оголосив про плани будівництва нової трибуни та офісної будівлі клубу. Реконструкція трибуни була завершена під час зимової перерви 2020 року, що дозволило збільшити місткість стадіону приблизно з 3000 до 4501 глядачів.
За підсумками сезону 2022–23 клуб здобув право на плей-оф підвищення, де у фінальній серії з двох матчів переграв «Еммен» 4–1.
За підсумками сезону 2024–25 клуб посів останнє 18-е місце тавибув із Ередивізі.